# 러마 헌트

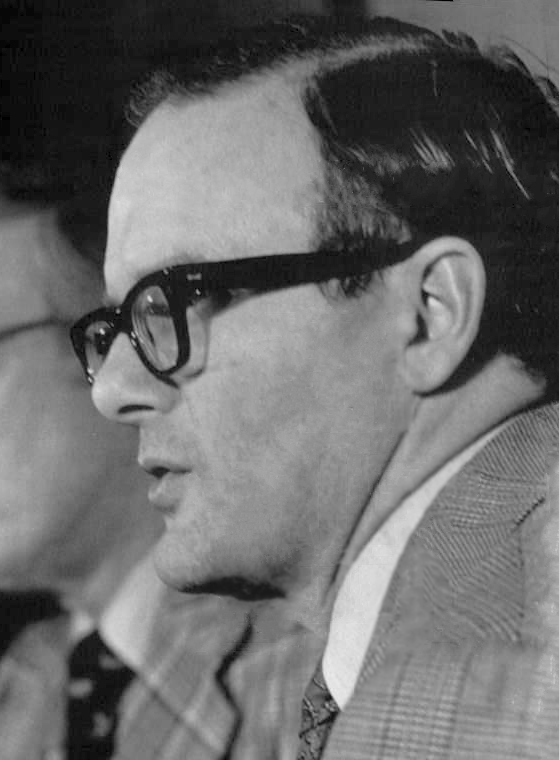

러마 헌트(Lamar hunt, 1932년 8월 2일 ~ 2006년 12월 13일)는 미국의 대부호이자 프로스포츠 투자가이다.
특히 미국 축구 발전에 이바지한 공로를 기념하여 기존의 US오픈컵이 1999년 러마 헌트 US 오픈컵으로 개칭되었다. 슈퍼볼의 명칭을 직접 고안한 것으로도 유명하다.